# Chevy Chase View
Chevy Chase View – miasto w Stanach Zjednoczonych, w stanie Maryland, w hrabstwie Montgomery.